# Bothrops insularis
Il ferro di lancia dorato (Bothrops insularis (Amaral, 1929)) è un crotalo velenoso appartenente alla famiglia Viperidae, presente esclusivamente sull'isola di Queimada Grande, in Brasile. Deve il suo nome alla colorazione particolare della sua pelle, unica per il genere a cui appartiene.

## Descrizione
La lunghezza media di B. insularis è di 70 cm, mentre la lunghezza massima conosciuta si aggira attorno ai 118 cm. A dispetto delle sue abitudini arboricole manca di una coda prensile. La pelle è di un pallido colore bruno-giallastro, ornata da motivi triangolari o quadrangolari che ricordano vagamente dei diamanti, caratteristica che lo rende facilmente riconoscibile. In cattività il colore tende a diventare più scuro, probabilmente a causa di una cattiva circolazione sanguigna dovuta a una inefficace termoregolazione.
Il nome ferro di lancia si riferisce alla caratteristica forma del capo che distingue tutti i serpenti del genere Bothrops, che si allunga in corrispondenza del naso. B. insularis ha inoltre una coda più lunga rispetto al suo parente più prossimo, B. jararaca, che permette alla vipera movimenti più lesti tra i rami degli alberi.

## Distribuzione e habitat
La specie è endemica dell'Ilha da Queimada Grande, un'isola di 430.000 m2.
L'isola di Queimada Grande è classificata come subtropicale o tropicale a clima umido e presenta differenti tipi di habitat, incluse foreste, radure e arbusti. L'isola ha un clima mite, la temperatura non scende al di sotto dei 18 °C mentre quella massima è di 22 °C.

## Biologia

### Comportamento
Questi serpenti possono essere sia terrestri che arboricoli nonostante non abbiano una reale coda prensile. Basandosi su osservazioni in situ alcuni scienziati suggeriscono che l'uso della vegetazione da parte di questa specie sia facoltativo, mentre altri ipotizzano che B. insularis occupi frequentemente i rami degli alberi per cacciare le proprie prede, che consistono sostanzialmente in uccelli, per poi successivamente scivolare verso zone maggiormente rocciose durante le tempeste o la digestione.
A differenza di altri serpenti velenosi che tendono a colpire, rilasciare e poi seguire la preda, il ferro di lancia dorato tiene la preda in bocca dopo averla avvelenata.
Mentre altre specie appartenenti al genere Bothropoides sono stati colti a scuotere la coda per richiamare le prede, questo non è stato osservato per questo genere di vipera. Considerando la presenza di potenziali prede sensibili al richiamo caudale e la natura opportunistica di B. insularis, non sarebbe una sorpresa constatare tale comportamento.
In base a una ricerca effettuata nel 2004 non esistono specie in grado di predare un adulto di B. insularis, sebbene gli individui più giovani possano essere potenzialmente cacciati da specie quali lucertole, millepiedi, ragni e uccelli presenti sull'isola. Non esistono tuttavia osservazioni dirette, a causa dell'isolamento di cui gode la specie.

### Alimentazione
La dieta degli individui adulti consiste soprattutto in uccelli, raramente da lucertole e invertebrati. Questi ultimi sono le principali prede dei neonati o dei serpenti più giovani. In caso di carenza di cibo sono stati riscontrati episodi di cannibalismo.
I crotali adulti non competono con nessun'altra specie in quanto sono gli unici in grado di cacciare volatili.

### Riproduzione
Gli individui di Bothrops insularis si accoppiano tra agosto e settembre, sugli alberi oppure al suolo. Come la maggior parte delle vipere il ferro di lancia dorato è ovoviviparo. 
Non esistono dati scientifici in merito alla lunghezza degli individui neonati, ma probabilmente le loro dimensioni si avvicinano a quelle dei piccoli di B. jararaca, che misurano alla nascita dai 24.5 ai 25.3 centimetri e pesano dai 9.38 ai 10.61 grammi.

### Veleno
Poiché B. insularis si trova in un'area non abitata da umani, non sono mai stati riportati ufficialmente casi di avvelenamento. Ludwig Trutnau, un biologo tedesco, sostiene che quattro persone siano state morse e tre di queste siano morte a causa del veleno. 
Normalmente la percentuale di mortalità legata al genere Bothrops varia dallo 0,5 al 3% nel caso sia stata somministrata una terapia, altrimenti si assesta attorno al 7%. Gli effetti dell'avvelenamento includono sanguinamento nella zona interessata dalla lesione, dolore localizzato, nausea, vomito, emorragia intestinale, insufficienza renale, sangue in vomito e urine, emorragia cerebrale e serie necrosi a muscoli e tessuti. Analisi di laboratorio sembrano confermare che il veleno del ferro di lancia dorato sia almeno "5 volte più potente" di quello della specie affine Bothrops jararaca, oltre a essere quello dall'azione più rapida all'interno del genere, dati che giustificherebbero un tasso di mortalità più alto.
Una tossicità così alta, anomala per le vipere sudamericane, potrebbe essere legata a fattori evolutivi. Poiché B. insularis si nutre quasi esclusivamente di uccelli, la potenza del suo veleno è utile a uccidere rapidamente le sue prede, impedendo così loro qualsiasi tipo di fuga.
Il veleno del Bothrops insularis non ha un nome specifico come singola entità ma è semplicemente indicato come veleno della Bothrops insularis. È composto da una combinazione complessa di proteine e peptidi che includono enzimi e tossine specializzate, le quali provocano gravi effetti fisiologici sulla preda o sulla vittima umana: Enzimi proteolitici, che rompono i tessuti e causano necrosi locale, permettendo al veleno di diffondersi rapidamente; Fosfolipasi A2, che distrugge le membrane cellulari, causando il rilascio di contenuto cellulare e la morte delle cellule; Metalloproteinasi e Serinoproteasi, enzimi che compromettono il sangue e i vasi sanguigni, causando emorragie e ostacolando la coagulazione; Miotossine, che causano danni ai muscoli e possono portare a insufficienza renale e altre complicazioni.
Quando si dice che un veleno è "potente," si fa riferimento a: Effetto letale: quanto velocemente e in che misura il veleno può causare la morte. Potenza tossica: il grado di danno tissutale e sistemico che il veleno può causare in breve tempo. Rapida azione: il veleno del Bothrops insularis ha un’azione tra le più rapide all'interno del genere Bothrops, capace di agire in tempi molto brevi: 30 secondi - pochi minuti per immobilizzare le prede (uccelli) e causa gravi sintomi in un essere umano medio entro 10-15 minuti, con effetti potenzialmente letali entro 2-4 ore senza trattamento. Efficienza nel bloccare i meccanismi di difesa della preda o vittima: nel caso della Bothrops insularis, l’elevata potenza del veleno risponde a un adattamento evolutivo per immobilizzare rapidamente le sue prede (principalmente uccelli), riducendo al minimo il rischio che scappino.

### Parassiti
È noto che nella bocca del ferro di lancia dorato possano essere presenti dei trematodi, il più comune dei quali è l'Ochetosoma heterocoelium.

## Tassonomia ed evoluzione
Nel genere Bothrops la specie più affine al ferro di lancia dorato è il B. jararaca. Si pensa che l'antenato dei due serpenti sia giunto sull'isola di Queimada Grande quando il livello del mare era più basso o quando quest'ultima era, se non connessa alla terraferma, più vicina rispetto alla collocazione attuale.
L'assenza di mammiferi sull'isola ha indubbiamente inciso sull'evoluzione del ferro di lancia dorato, soprattutto per ciò che riguarda la tossicità del suo veleno.

## Conservazione
B. insularis è considerata dallo IUCN come specie a rischio critico di estinzione (Critically Endangered). Nonostante la popolazione sia stabile e scarsamente minacciata dall'intervento umano o da condizioni ambientali, l'assegnazione di tale classe è dovuta alla concentrazione della vipera in un territorio dall'ampiezza inferiore a 1 km2.
Poiché l'isola che ospita il ferro di lancia dorato ha una superficie molto ristretta, essa può ospitare una scarsa popolazione di animali. Questo significa che B. insularis è estremamente sensibile a eventuali cambiamenti ambientali, poiché se tutta la popolazione dovesse essere sterminata questo si tradurrebbe automaticamente nell'estinzione in natura della specie. In passato si è cercato, tramite incendi, di ridurre considerevolmente la quantità di serpenti per impiantare sull'isola una piantagione di banane, ma con scarsi risultati. Anche la marina brasiliana ha contribuito alla distruzione dell'habitat naturale, una parte della vegetazione è stata infatti eradicata per permettere l'edificazione di un faro sull'isola.
Per queste ragioni gli scienziati ritengono un azzardo considerare B. insularis un serpente invulnerabile.

### Intersessualità
Un problema futuro per la specie potrebbe essere la frequenza di individui intersessuali, nati con parti di entrambi gli apparati genitali. Questa malformazione è dovuta secondo gli studiosi al limitato areale di B. insularis e ai frequenti incroci che occorrono nella popolazione, e potrebbe rivelarsi pericolosa per la preservazione della specie poiché la maggior parte delle vipere intersessuali risulta essere sterile.